# Центральный комитет старообрядцев
Центральный комитет старообрядцев (латыш. Latvijas vecticībnieku centrālā komiteja, также известны как Vecticībnieki) был латвийской политической партией и организацией. Был основан в ноябре 1920 года. Он защищала интересы старообрядцев. Лидером партии был Мелетий Каллистратов.

## История
Центральный комитет старообрядцев Латвии впервые участвовал в национальных выборах в 1922 году, получив одно место в Сейме 1-го созыва.
На выборах 1925 года Vecticībnieki выиграли два места, которые были сохранены, когда Объединённый список старообрядцев (Apvienotais vecticībnieku saraksts) получил два места на выборах 1928 года. Однако оба места были потеряны, когда Vecticībnieki не смогли получить ни одного места на выборах в 4-й Сейм 1931 года.
Вторая группа старообрядцев баллотировалась в Списке православных, старообрядцев и объединённой российской организации (ПВКО) на выборах 1925, 1928 и 1931 годов, выиграв несколько мест.

## Участие в выборах в Сейм
| Год  | Выборы            | Результаты (%) | Депутаты |
| ---- | ----------------- | -------------- | -------- |
| 1922 | 1-е выборы в Сейм | 1,6            | 1/100    |
| 1925 | 2-е выборы в Сейм | 2,5            | 2/100    |
| 1928 | 3-и выборы в Сейм | 2,0            | 2/100    |
| 1931 | 4-е выборы в Сейм | 2,1            | 2/100    |